# Maatalii Okalik
Pour les articles homonymes, voir Okalik.
Maatalii Aneraq-Okalik, née en 1990 est une femme inuk, membre de la communauté inuite du Nunavut au Canada. Elle œuvre pour une meilleure représentation de la jeunesse et pour la défense des droits de la population inuite en s'engageant, entre autres, sur la question du changement climatique,. 

## Biographie

### Jeunesse et études
Originaire de Panniqtuuq (Pangnirtung), Maatalii Okalik a suivi un cycle d'études en Droits humains et science politique à l'Université de Carleton à Ottawa et réalise un master en études ouest-nordiques en gouvernance et gestion durable à l'Université du Groenland à Nuuk.

### Engagements
De 2015 à 2017, Maatalii Okalik a tenu le rôle de présidente du Conseil national de la jeunesse inuite au Canada en intervenant auprès de diverses instances gouvernementales et lors de rencontres internationales (ONU, Prince de Galles),,,,. Dans le cadre de sa mission, elle a sensibilisé les responsables politiques et l'opinion publique aux différentes problématiques touchant la jeunesse inuite dont le haut taux de suicide, la difficulté de l'accès à l'éducation et à l'emploi de même que l'impact grandissant du changement climatique,,,,. 
Elle promeut également la culture et les langues inuites auprès des jeunes de sa communauté, ainsi qu'une éducation plus inclusive faisant place aux savoirs traditionnels transmis sur le territoire comme elle encourage à la poursuite aux études supérieures,,. Par la suite, elle a poursuivi son engagement au sein du centre Pirurvik à Iqaluit, Nunavut.
Maatalii Okalik a également servi en tant que chef de protocole au département des affaires exécutives et inter-gouvernementales. Elle a été présidente du Centre des enfants inuits d'Ottawa.
Elle a participé au film documentaire The Last Ice réalisé en 2019 par le National Geographic,, diffusé en octobre 2020 sur la chaîne National Geographic WILD. L'histoire raconte l'impact de la fonte des glaces en Arctique sur les communautés inuites du Canada et du Groenland.
Elle est également suivie par 3000 personnes sur Twitter.

## Distinctions
En 2016, Maatalii Okalik a été honorée par le prix de la jeune femme d'exception du Conseil du Statut de la femme du Nunavut, Qulliit,.
Elle est la récipiendaire en 2017 d'un Inspire Award pour la jeunesse inuite, récompensant son activisme.